# Haslach (Villingen-Schwenningen)
Haslach ist ein Stadtteil von Villingen-Schwenningen im Schwarzwald-Baar-Kreis in Baden-Württemberg.

## Geographie und Name
Der Name „Haslach“ leitet sich aus dem Altdeutschen „Hasala“ für Haselnussstaude ab, die vorwiegend an feuchten Stellen („Lache“) wuchsen. Dies bezieht sich auf den den Stadtteil Richtung Osten begrenzenden Ziegelbach sowie den vor der Bebauung verbreiteten Haselnusssträuchern. Am 4. Juli 1985 wurde die früher ebenfalls gebräuchliche Schreibweise Haßlach endgültig in Haslach umgewandelt.
Haslach liegt im Norden des Stadtbezirks Villingen rund drei Kilometer vom Stadtzentrum entfernt. Im Osten wird Haslach durch den Ziegelbach und einen breiten Grünstreifen gegenüber dem Nachbarstadtteil Wöschhalde begrenzt, südlich durch die Berliner Straße, westlich durch die L178, die Villingen mit dem Ortsteil Obereschach verbindet. Im Norden grenzt Haslach an Wald und landwirtschaftliche Flächen.
Der Stadtteil erstreckt sich in Nord-Süd-Richtung über rund 1000 Meter und in Ost-West-Richtung über rund 500 Meter auf einer Höhe zwischen 725 m und 760 m nach Norden hin ansteigend.

## Geschichte
Der Stadtteil wurde Ende der 1950er Jahre als reines Wohngebiet erschlossen und in den Folgejahren mit Ein- und Mehrfamilienhäusern bebaut. In den 1960er Jahren wurde oberhalb am östlichen gelegenen Hang der Stadtteil Wöschhalde gegründet. Beide Stadtteile nutzen verschiedene Bildungseinrichtungen gemeinsam. Hierzu gehören die 1963 gegründete Haslachschule (Grundschule) sowie die Kindertagesstätte Am Ziegelbach.